# (604) Tecmesa
(604) Tecmesa es un asteroide que forma parte del cinturón de asteroides y fue descubierto por Joel Hastings Metcalf el 16 de febrero de 1906 desde el observatorio de Taunton, Estados Unidos.

## Designación y nombre
Tecmesa fue designado inicialmente como 1906 TK.
Posteriormente se nombró por Tecmesa, un personaje de la mitología griega.

## Características orbitales
Tecmesa orbita a una distancia media del Sol de 3,148 ua, pudiendo acercarse hasta 2,521 ua. Tiene una inclinación orbital de 4,421° y una excentricidad de 0,1993. Emplea en completar una órbita alrededor del Sol 2040 días.